# درع ديميانسك
درع ديميانسك (بالألمانية: Ärmelschild Demjansk) كانت زخارف عسكرية ألمانية في الحرب العالمية الثانية مُنحت للأفراد العسكريين الذين حاربوا في جيب ديميانسك. احتفلت بالدفاع الناجح عن ديميانسك، الذي تم تحقيقه من خلال استخدام جسر جوي. تم تطويق جيب القوات الألمانية وقطعه الجيش الأحمر حول ديميانسك (ديمانسك)، جنوب لينينغراد، خلال الحرب العالمية الثانية على الجبهة الشرقية. تأسست في 25 أبريل 1943 من قبل أدولف هتلر. لم يمنح بعد 1 يوليو 1944. 

## التصميم
يظهر الدرع في قمته نسرًا بأجنحة تمسك إكليل الغار الذي يحيط بالصليب المعقوف.  
- رمادي فاتح-أخضر لهير (جيش)
- الأزرق لوفتفافه (سلاح الجو)
- أسود لوحدات بانزر (وحدات مدرعة)
- رمادي لفافن إس إس

## معايير الجائزة
اشتملت متطلبات الجيش وفافن إس إس والوحدات المساعدة على خدمة مشرفة في المنطقة المحاصرة لمدة 60 يومًا أو الجرحى في المنطقة المحاصرة. لأفراد لوفتفافه - 50 مهمة قتالية أو إعادة تموين في المنطقة المحاصرة.  